# Yahya ibn Salama al-Kalbi
Yahya ibn Salama al-Kalbi (en árabe,  يحيى بن سلمة الكلبي (Yahyà ibn Salāma al-Kalbī)) fue el noveno wālī de al-Ándalus (726-728).
En febrero o marzo de 726, sustituyó a Udhra ibn Abd Allah al-Fihri, que ejercía el cargo interinamente, habiendo sido nombrado por el valí de Ifriqiya, Bishr ibn Safwan.
En el tiempo que desempeñó el cargo, no emprendió ninguna acción militar contra los territorios cristianos.
Hacia mediados de 728, le sustituyó Hudhaifa ibn al-Ahwas al-Qaysi.
| Predecesor: Udhra ibn Abd Allah al-Fihri | Valí de Al-Ándalus 726-728 | Sucesor: Hudhaifa ibn al-Ahwas al-Qaysi |

- Datos: Q4022381